# Шевырёв, Степан Петрович
Степа́н Петро́вич Шевырёв (18 [30] октября 1806, Саратов, Российская империя — 8 [20] мая 1864, Париж, Франция) — русский литературный критик, историк литературы, поэт, общественный деятель славянофильских убеждений, ординарный профессор и декан Московского университета, академик Петербургской Академии наук.

## Биография
Степан Петрович Шевырёв родился в Саратове, в дворянской семье, получил домашнее образование. Рано научился читать, уже в детстве владел церковно-славянским, французским и немецким языками. Увлекался чтением произведений Александра Петровича Сумарокова, Михаила Матвеевича Хераскова, повестей Николая Михайловича Карамзина. Учился в университетском Благородном пансионе (1818—1822), который окончил с золотой медалью.
Служил в Московском архиве Коллегии иностранных дел. Входил в «литературно-философский кружок любомудров», в котором участвовали А. И. Кошелёв, Д. В. Веневитинов, И. В. Киреевский. Участвовал в организации и издании литературного журнала «любомудров» «Московский вестник» (1827—1830). Вместе с В. П. Титовым и Н. А. Мельгуновым перевёл книгу «Об искусстве и художниках» Л. Тика и В. Г. Вакенродера. В 1824—1848 годах была написана бо́льшая часть его стихотворений, в которых он оставался приверженцем романтизма и ратовал за «поэзию мысли»; при этом основная часть его поэтического наследия остаётся несобранной, а многое — неопубликованным.
Был учителем сына Зинаиды Волконской. Вместе с ним жил за границей в 1829—1832 годах, изучая историю искусства и архитектуры в Швейцарии и Италии. По возвращении защитил диссертацию «Дант и его век» (1833). В должности адъюнкта читал курс по истории российской словесности в Московском университете с января 1834 года. Получив степень доктора философии за сочинение «Теория поэзии в историческом её развитии у древних и новых народов» (1836), в 1837 году стал профессором Московского университета.
В 1835—1837 годах был ведущим критиком журнала «Московский наблюдатель», где поместил нашумевшую тогда полемическую статью «Словесность и торговля» (1835, № 1), направленную против «торгового направления» в литературе (Булгарин, Греч, Сенковский). Совместно с М. П. Погодиным издавал и редактировал журнал «Москвитянин» (1841—1856).
Более двух лет (1838—1840) Шевырёв был за границей, посещая лекции археологического института в Риме, слушал лекции в Берлине, Мюнхене, Париже, Лондоне, работал в библиотеках, встречался с западноевропейскими учёными. Удостоен степени доктора философии Парижским университетом, избран членом художественного общества в Афинах, филологического общества в Аграме (ныне —  Загреб, Хорватия). По возвращении снова приступил к работе в университете, вскоре стал старшим профессором русской словесности и был утверждён деканом философского факультета (1847—1855).
Летом 1847 года совершил поездку в Кирилло-Белозерский монастырь, о чём написал книгу «Поездка в Кирилло-Белозерский монастырь. Вакационные дни профессора С. Шевырева в 1847 году», где он указал на найденные им несколько неизвестных памятников литературы.
С. П. Шевырёв был особенно близок с Н. В. Гоголем, которому оказывал много услуг: читал корректуру его сочинений, налаживал связи с книгопродавцами, ведал его финансовыми делами. После смерти Гоголя Шевырёв принимал деятельное участие в разборе его бумаг и хлопотал о посмертном издании его сочинений. И Гоголь ценил Шевырёва, он писал Смирновой: «Если вы будете когда в Москве, не позабудьте познакомиться с Шевырёвым. Человек этот стоит на точке разумения высшей, чем другие в Москве, и в нём зреет много добра для России».
Шевырёву принадлежит фраза «загнивающий Запад».
В 1857 году на заседании совета Московского художественного общества внук Екатерины II и Г. Г. Орлова, двоюродный дядя царя граф Бобринский энергично обрушился на крепостное право и в особенности на порядки времён царствования Николая I. Шевырёв увидел в этом стремление опозорить Россию, стал горячо заступаться за всё русское. Между ними возникла ссора, переросшая в потасовку. И. С. Тургенев в своём письме А. И. Герцену описал инцидент следующим образом:

… возникли споры (как это водится в Москве) о славянофильстве, о статье Аксакова о богатырях, а наконец и о речи Роберта Пиля, за которую упомянутый граф вздумал заступаться. — «После этого Вы не патриот», — заметил профессор. На эти слова граф с изумительной находчивостью и совершенным à propos возразил: «А ты, сукин сын, женат на выблядке!» — «А ты сам происходишь от выблядка», — в свою очередь заметил профессор и бац графа в рожу … Вот тебе, милый Герцен, подробное — и во всех своих подробностях точное описание этой знаменитой драки, от которой по всей Москве стон стоял стоном.— 
В результате у Шевырёва было сломано ребро. Однако, учитывая общественный резонанс происшедшего, высшая власть примерно наказала обоих: Шевырёв был признан виновником потасовки, уволен со службы и выслан из Москвы, Бобринский сослан в своё имение с запрещением появляться в столицах. Бобринский на этом не успокоился и добивался тюремного заключения для учёного.
В 1860 году, после усиленной работы в синодальной и Волоколамской библиотеках, закончив издание 3-й и 4-й частей своей «Истории словесности», Шевырёв навсегда покинул Россию. Его собрание книг было приобретено библиотекой Нежинского Историко-Филологического института кн. А. Безбородко.
Скончался от воспаления лёгких в Париже. Похоронен на Ваганьковском кладбище (14 уч.).

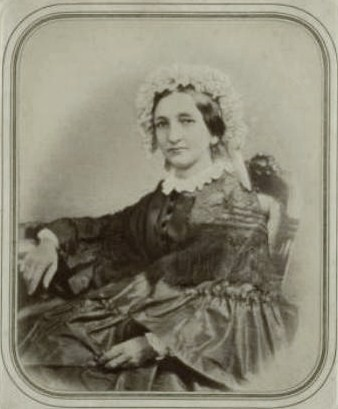
Софья Борисовна Шевырева

## Семья
Жена (с 1834 года) — Софья Борисовна Зеленская (23.08.1809—11.12.1871), внебрачная дочь князя Б. В. Голицына (1769—1813) от его гражданского брака с богатой полькой (по другим источникам — цыганского или еврейского происхождения из Вильно). После смерти отца вместе с сестрой Анной воспитывалась в доме княгини Т. В. Голицыной. Голицыны владели имением Вязёмы, где Шевырёв на протяжении нескольких лет проводил с семьёй летние месяцы. Именно в усадьбе Вязёмы Шевырев начал свою работу над «Историей русской словесности». Так же в этой усадьбе он разбирал огромное библиотечное собрание князей Голицыных. По отзыву современников, Софья Борисовна обладала впечатлительной и нервной натурой. Брак ее был счастливым. Она целиком посвятила себя семье и мало бывала в свете. О своей жизни в Италии (1838—1840 года) оставила дневник на французском языке.
В браке имели четверых детей, из них — Борис (27.02.1835), Екатерина (1844—?) и Пётр (1846—?).

## Комментарии
1. ↑  В 1851 году профессура университета забаллотировала его, избрав на должность декана Т. Н. Грановского, но министр не утвердил выборов, и Шевырёв сохранил за собой должность декана.
2. ↑  Всего было издано в период 1846—1860 годы в Москве 4 части «Истории русской словесности».